# Kirche Oberbuch (Gmünd in Kärnten)

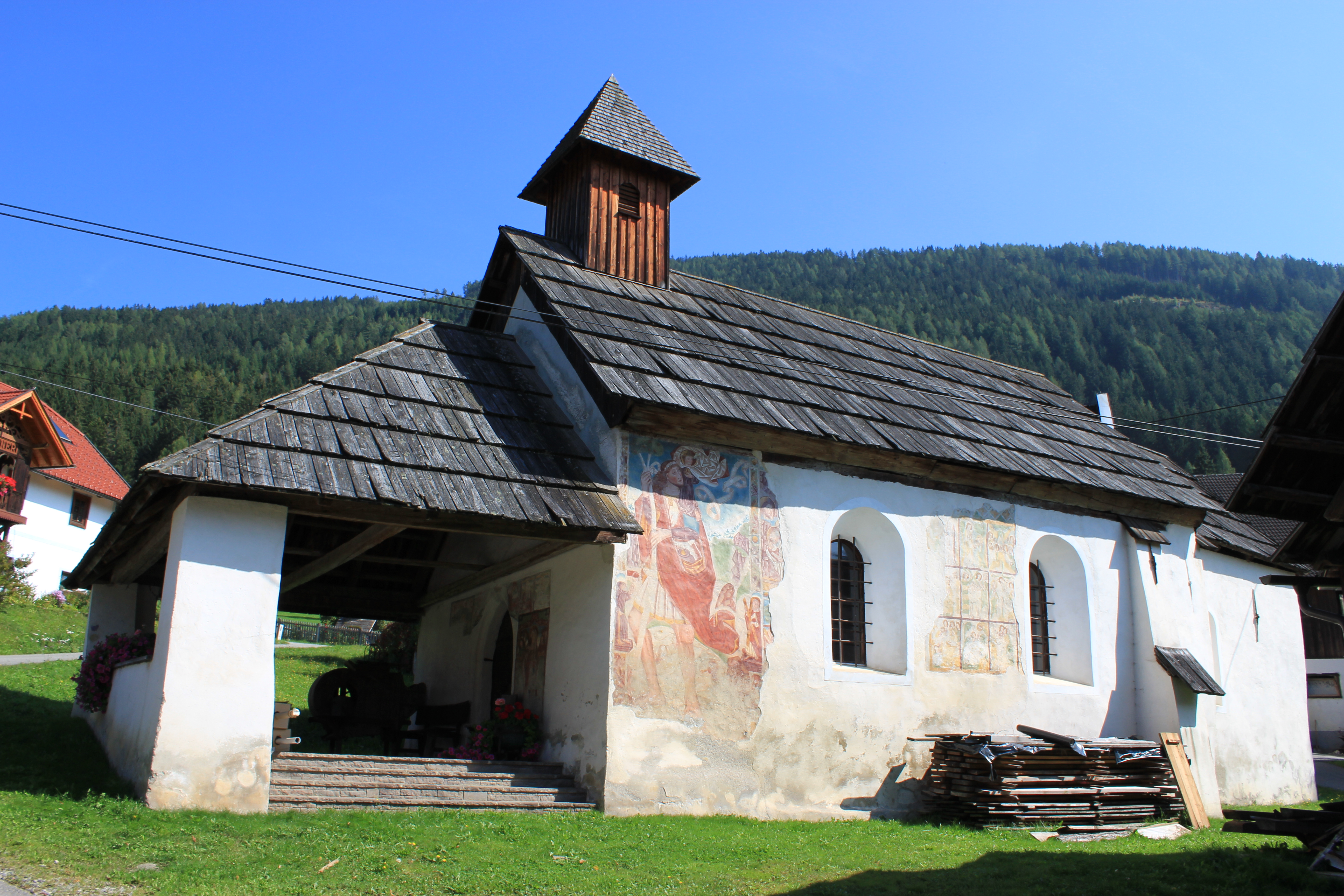

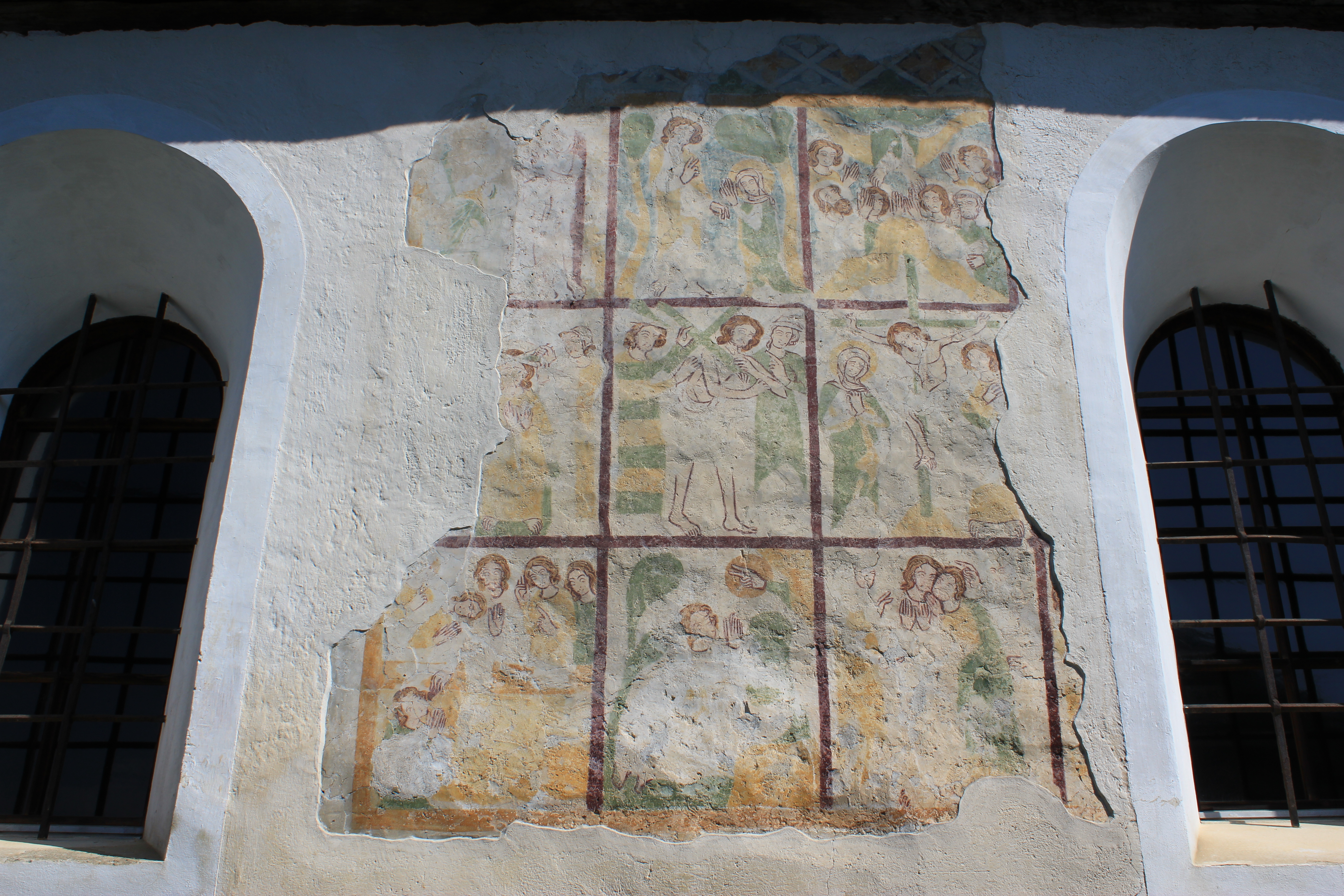
Passionszyklus

Die Kirche von Oberbuch in der Gemeinde Gmünd in Kärnten wurde 1455 erstmals erwähnt. Als katholische, Maria Magdalena geweihte Filialkirche wurde sie profaniert. 1987 wurde das Gebäude, welches im Besitz der Familie Glawischnig-Hofer ist, nach einer Gesamtrestauration wieder geweiht und wird seit 1988 von der evangelischen Pfarre Eisentratten als Predigtstelle benützt.

## Bauwerk
Die Kirche ist ein kleiner wahrscheinlich romanischer Saalbau mit spätgotischen und barocken Veränderungen. Der hölzerne Dachreiter wurde erst 1996 errichtet. Die Kirche setzt sich aus einem Chor mit 3/8-Schluss, einem einschiffigen Langhaus und einer Pfeilervorhalle zusammen. Der Chorschluss ist innen abgemauert und durch eine Tür zugänglich, das Vorjoch ist tonnengewölbt und das Schiff flach gedeckt.
Die Wandmalereien der Kirche um 1470/80 angefertigt. An der Westfassade ist Maria Magdalena mit zwei Engeln in kielbogenförmiger Umrahmung und darüber die Muttergottes mit Kind und die Heiligen Elisabeth und Johannes abgebildet. Über dem spitzbogig profilierten Westportal sind zwei Engel mit dem Schweißtuch der Veronika zu sehen. An der Südfassade ist neben dem heiligen Christophorus ein neunteiliger Passionszyklus dargestellt, der aus dem zweiten Viertel des 14. Jahrhunderts stammt.